# Урриэлес
Урриэлес (исп. Macizo de los Urrieles) — горный массив на севере Испании.
Массив Урриэлес является центральной и наиболее высокой частью хребта Пикос-де-Эуропа и всей системы Кантабрийских гор. Среди местных жителей он так и называется Масисо-Сентраль (Центральный массив). Геологически массив сложен известняками, много карста и глубоких пещер.
Высшая точка — гора Торре-де-Серредо (2648 м), высшая точка Кантабрийских гор. Восточнее Урриэлеса находится массив Андара, к западу — массив Корнион, отделённый ущельем глубиной около 1500 м, по дну которого протекает река Карес.
Расположен массив на территории Астурии, провинции Леон и небольшой части Кантабрии.
На склонах вне национального парка Пикос-де-Эуропа расположены горные пастбища.